# Нефедьєв Анатолій Олексійович
Анатолій Олексійович Нефедьєв (рос. Нефедьев Анатолий Алексеевич; 23 листопада 1910- 14 вересня 1976) — радянський астроном. 

## Життєпис
Народився у місті Камень-на-Обі (Алтайський край). У 1936 закінчив Томський університет. З 1937 працював в обсерваторії імені В.П.Енгельгардта Казанського університету (у 1944-1958 — заступник директора з науки, з 1958 — директор).  З 1970 — професор Казанського університету, викладав також у Казанському педагогічному інституті.
Основні праці в галузі вивчення обертання Місяця і його фігури. Виконав на геліометрі велику серію вимірювань відстаней кратера Местінг A від краю Місяця. Вивів нові елементи обертання Місяця, підтвердив існування ефекту асиметрії фігури Місяця, встановленого раніше А.О.Яковкіним, а також нерівності в західних і східних радіусах Місяця, відкритого І.В.Бельковичем. Вперше теоретично обґрунтував і побудував за даними геліометрічних спостережень карти крайової зони Місяця, віднесені до загального нульового рівня. Приділяв велику увагу організації спостережень покрить зір Місяцем, написав низку праць з історії Енгельгардтівської обсерваторії.  Проводив велику педагогічну роботу.